# Euphyllia cristata
Euphyllia cristata là một loài san hô trong họ Euphyllidae. Loài này được Chevalier mô tả khoa học năm 1971.